# Kamard
Kamard (perski: كمرد) – wieś w Iranie, w ostanie Teheran. W 2006 roku miejscowość liczyła 533 mieszkańców w 141 rodzinach.